# Christian Stemmer
Christian Stemmer (* 1967) ist ein deutscher Ingenieur. Er ist außerplanmäßiger Professor für Hochgeschwindigkeitsaerodynamik am Lehrstuhl für Aerodynamik und Strömungsmechanik an der Technischen Universität München (TUM).
Schwerpunkte seiner Forschungsarbeiten beinhalten Beiträge zum laminar-turbulenten Strömungsumschlag in Grenzschichtströmungen, Hyperschallströmungen, zu Rauigkeitseinflüssen in Grenzschichten auch unter Berücksichtigung von Verbrennungsprozessen, Verdünnungseffekten in Wiedereintrittsszenarien, Höchstleistungsrechnen, direkter numerischer Simulation, chemischen und thermischen Nichtgleichgewichtseffekten sowie Arbeiten im Bereich des Forschungsdatenmanagements im Rahmen des Projekts NFDI4ING, in dem Daten aus Ingenieurwissenschaften gemanagt werden.

## Biographie
Nach dem Studium der Luft- und Raumfahrttechnik (1995) und der Promotion an der Universität Stuttgart (2001) erhielt Stemmer ein zweijähriges Postdoc-Stipendium der Stanford University und des NASA Ames Research Center und wechselte anschließend als Oberingenieur an die TU Dresden. 2005 wechselte er an den Lehrstuhl für Aerodynamik und strömungsmechanik (Prof. N. Adams) an der Technischen Universität München (TUM). 2011 habilitierte er an der Technischen Universität München, wurde 2012 zum Privatdozenten ernannt und bekleidet seit 2019 die Position eines außerplanmäßigen Professors. Von 2008 bis 2021 war Christian Stemmer der Geschäftsführer und Projektleiter des DFG-geförderten Sonderforschungsbereichs SFB TRR 40. Seit 2022 ist er Mitglied der Programmleitung des Kompetenznetwerks AG STAB (Strömungen mit Ablösung) in der Deutschen Gesellschaft für Luft- und Raumfahrt.
Er ist Mitautor einer Monographie zum laminar-turbulenten Strömungsumschlag in hypersonischen Grenzschichten. Er ist seit 2015 Mitglied der NIC-Rechenzeitkommission am John-von-Neumann-Institut Jülich. Außerdem agiert er als Topical Editor des Journals ing.grid – Data Management in Engineering Sciences. Er gehört zu den Kernmitgliedern des Munich Data Science Institutes (MDSI) an der TUM und zur Faculty of Aerospace Engineering der TUM Asia.
Christian Stemmer engagiert sich auch für das Thema der Karrieren im wissenschaftlichen Mittelbau und ist Co-Sprecher im Konvent Wissenschaftlicher Mitarbeiterinnen und Mitarbeiter (KwM) an der TUM zuständig für das Thema Talent Management & Diversity. Darüber hinaus ist er Repräsentant des Mittelbaus im School Council der School of Engineering and Design der TUM.

## Auszeichnungen
- NATO Science and Technology Organization: AVT Panel Excellence Award (2022)

## Referenzen
- Threadgill, James; Hader, Christoph; Singh, Ashish; Tsakagiannis, Vasilis; Fasel, Hermann F.; Little, Jesse C.; Lugrin, Mathieu; Bur, Reynald; Chiapparino, Giuseppe; Stemmer, Christian: Scaling and Transition Effects on Hollow-Cylinder/Flare Shock/Boundary-Layer Interactions in Wind Tunnel Environments. AIAA Journal 63 (4), 2025, 1228–1242 doi:10.2514/1.j064261
- Chen, Song; Gan, Chi; Bott, Lennart; Stemmer, Christian; Zhang, Jun: Modeling of Surface Ablation for Hypersonic Reentry Vehicles Using Direct Simulation Monte Carlo Method. Journal of Spacecraft and Rockets, 2024, 1–8 (articles in advance), doi:10.2514/1.a35994
- Chiapparino, Giuseppe; Stemmer, Christian: Numerical investigation of a Mach 6 laminar shock-wave/boundary-layer interaction on a two-dimensional ramp with 3D controlled surface roughness. International Journal of Heat and Fluid Flow 103, 2023, 109193  doi:10.1016/j.ijheatfluidflow.2023.109193
- Ulrich, Friedrich; Stemmer, Christian: Unsteady evolution of distributed roughness-induced vortices under re-entry conditions. CEAS Space Journal 15, 2023, 971–988  doi:10.1007/s12567-023-00510-2
- Chen, Song; Stemmer, Christian: Modeling of Thermochemical Nonequilibrium Flows Using Open-Source Direct Simulation Monte Carlo Kernel SPARTA. Journal of Spacecraft and Rockets (JSR, Vol. 59, No. 5 (2022), ), 2022, pp. 1634–1646  doi:10.2514/1.a35359
- Olmeda, Raffaele; Doehring, Alexander; Stemmer, Christian: Study and application of wall-roughness models in LES flows. International Journal of Heat and Fluid Flow 95, 2022, 108948  doi:10.1016/j.ijheatfluidflow.2022.108948
- M. Karimi, C. Stemmer: Direct Numerical Simulation of the multispecies hypersonic boundary layers: effect of gas-surface interaction on wall heating. HiSST conference 2022, Bruges, Belgium, 2022
- Antonio Di Giovanni, Christian Stemmer: Roughness-Induced Laminar-Turbulent Transition in the Boundary Layer of a Capsule-Like Geometry at Mach 20 Including Non-Equilibrium – BuchTitel: Laminar-Turbulent Transition. Springer International Publishing, 2021   doi:10.1007/978-3-030-67902-6
- Nikolaus Adams; Wolfgang Schröder; Rolf Radespiel; Oskar Haidn; Thomas Sattelmayer; Christian Stemmer; Bernhard Weigand: Future Space-Transport-System Components under High Thermal and Mechanical Loads – Results from the DFG Collaborative Research Center TRR40. Notes on Numerical Fluid Mechanics and Multidisciplinary Design. Springer International Publishing, 2020 doi:10.1007/978-3-030-53847-7
- Traxinger, Christoph; Zips, Julian; Stemmer, Christian; Pfitzner, Michael: Numerical Investigation of Injection, Mixing and Combustion in Rocket Engines Under High-Pressure Conditions. In: Notes on Numerical Fluid Mechanics and Multidisciplinary Design. Springer International Publishing, 2020  doi:10.1007/978-3-030-53847-7_13
- Di Giovanni, A.; Stemmer, C.: Roughness-Induced Crossflow-Type Instabilities in a Hypersonic Capsule Boundary Layer Including Nonequilibrium. Journal of Spacecraft and Rockets, Volume 56, Issue 5, Pages 1409–1423, 2019 doi:10.2514/1.A34404
- Di Giovanni, A.; Stemmer, C.: Roughness-induced Boundary-layer Transition on a Hypersonic Capsule-like Forebody including Nonequilibrium. Journal of Spacecraft and Rockets,  Volume 56, Issue 6, Pages 1795–1808, 2019  doi:10.2514/1.A34488
- Hein, Stefan; Theiss, Alexander; Di Giovanni, Antonio; Stemmer, Christian; Schilden, Thomas; Schröder, Wolfgang; Paredes, Pedro; Choudhari, Meelan M.; Li, Fei; Reshotko, Eli: Numerical Investigation of Roughness Effects on Transition on Spherical Capsules. Journal of Spacecraft and Rockets 56 (2), 2019, 388–404 doi:10.2514/1.a34247
- Di Giovanni, A.; Stemmer, C.: Cross-flow-type breakdown induced by distributed roughness in the boundary layer of a hypersonic capsule configuration. Journal of Fluid Mechanics (Vol. 856), 2018, pp. 470–503  doi:10.1017/jfm.2018.706
- Stemmer, C., Birrer, M., Adams, N.A.: Disturbance development in an obstacle wake in a reacting hypersonic boundary layer.  Journal of Spacecraft and Rockets 54 (4), 2017, 945–960 doi:10.2514/1.A33708
- Stemmer, C., Birrer, M., Adams, N.A.: Hypersonic boundary-layer flow with an obstacle in thermochemical equilibrium and nonequilibrium. Journal of Spacecraft and Rockets 54 (4), 2017, 899–915 doi:10.2514/1.A32984
- Stemmer, Christian: Untersuchungen zur Instabilität hypersonischer Grenzschichten unter Berücksichtigung von Hochtemperatureffekten. Habilitation, Technische Universität München, 2011 (tum.de, PDF)
- Kloker, M.; Stemmer, C.: Three-dimensional steady disturbance modes in the Blasius boundary layer - a DNS study. In: Notes on Numerical Fluid Mechanics and Multidisciplinary Design -- Recent Results in Laminar-Turbulent Transition. Springer, 2003, pp. 91–110 doi:10.1007/978-3-540-45060-3_8
- Stemmer, C.; Kloker, M.; Wagner, S.: Navier-Stokes Simulation of a Harmonic Point Sourde Disturbance in an Airfoil Boundary Layer. AIAA Journal Vol. 38,8, 2000, pp. 1369–1376 doi:10.2514/2.1136
- Stemmer, C.: Direct Numerical Simulation of Harmonic Point Source Disturbances in an Airfoil Boundary Layer with Adverse Pressure Gradient, Dissertation, Universität Stuttgart, Shaker Verlag 2001, ISBN 978-3-8265-8862-4